# Can Pascol
|  | Per a altres significats, vegeu «Torre de Can Pascol». |

Can Pascol és una masia a tocar d'un dels extrems de la pista d'aterratge de l'Aeroport de Girona - Costa Brava al terme de Vilobí d'Onyar (la Selva) de dues plantes i vessants a laterals, que manté la seva fesomia del segle xvi.
La façana principal té un portal adovellat i dues finestres simples, la de l'esquerra està protegida per una reixa, a la planta baixa. Al pis superior s'han conservat les obertures originals de pedra. La central que és més gran i la de l'esquerra són d'arc conopial evolucionat amb motiu floral al centre. La finestra de la dreta d'arc conopial amb tres arquets és feta de pedra granítica i és més antiga. A l'altura del primer pis també hi ha un rellotge de sol pintat.
L'edifici primigeni té un allargament per la part posterior que en dobla l'espai i que constitueix una segona residència amb accés pel costat dret. Aquesta façana lateral té obertures quadrangulars de pedra i alguna és amb marc de rajol vist, totes presenten reixa de ferro forjat de protecció. Al la part de l'esquerra hi han les dependències de serveis closes dins d'un pati amb un gran portal on antigament hi havia les quadres, avui totalment abandonades. Aquestes edificacions annexes mostren diverses intervencions al llarg del temps i s'aprecia l'ús de materials de diferents èpoques: tàpia, maçoneria, rajol i maó.
A l'interior del mas els forjats originals de la planta baixa han estat substituïts per revoltons de bigues de ferro, però conserva les portes de pedra, una d'elles amb impostes. En una de les habitacions que encara mantenia les bigues el sostre ha cedit i es troba en estat ruïnós. També es pot veure l'antic pou, avui en desús. Al pis superior es conserva l'embigat de fusta que sosté la teulada. La sala central té portes d'arc conopial evolucionat, com les de les finestres de la façana, d'arc de mig punt monolítiques i quadrangulars. La finestra té festejadors de pedra i el paviment és de toves. Una de les habitacions conserva els rajols pintats del sostre.
El parament exterior és arrebossat i pintat de blanc, excepte els angles de la construcció que deixen els carreus de pedra ben escairada vistos. Enfront de la casa hi ha porxo de vessants a laterals, la de la dreta més llarga perquè és una ampliació, sostingut per pilars i columnes de pedra. El parament de la part més antiga és de tàpia i l'ampliació mostra un mur de rajols.